# Vysoký Újezd (powiat Beroun)
Vysoký Újezd – wieś i gmina w Czechach, w powiecie Beroun, w kraju środkowoczeskim. Według danych z dnia 1 stycznia 2014 liczyła 712 mieszkańców.